# フワルナフ

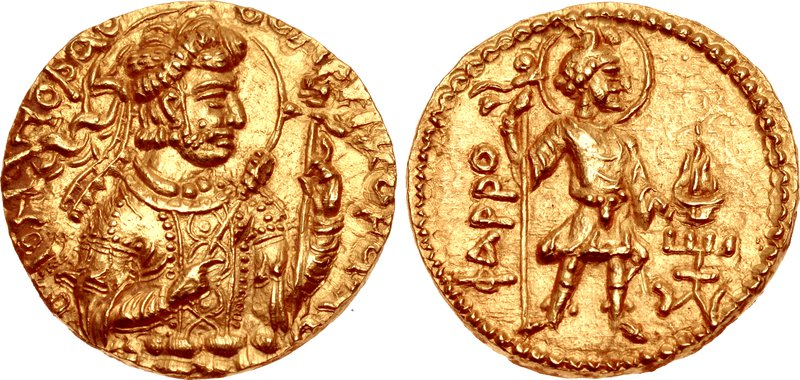
フヴィシュカのコイン。152-192年頃。

フワルナフ（Khvarenah、khwarenah、xwarra(h)、xᵛarənah）は、アヴェスター語で「光輪」「栄光」または「素晴らしさ」を意味する言葉で、ゾロアスター教における神の神秘的な力の概念であり、これが投影された人は力を得るものとして理解されている。